# غبريال الثالث (بابا الإسكندرية)
غبريال الثالث، بابا الإسكندرية وبطريرك الكرازة المرقسية للأقباط الأرثوذكس رقم 77. وأقام بطريركاً سنتان وشهران و10 أيام، في الفترة من 21 أكتوبر 1268 م حتى 1 يناير 1271 م، وتوفي. وخلا الكرسي بعده شهراً واحداً وخمسة أيام.